# Денис Уивър
„Денис Уивър“ (на английски: Dennis Weaver) е американски актьор.
Роден е на 4 юни 1924 година в Джоплин, щата Мисури. След службата си като военен пилот през Втората световна война започва работа като актьор, първоначално в театъра, а след това в киното и телевизията. Придобива широка известност с ролята си в сериала „Gunsmoke“, която му донася награда „Еми“ за поддържаща роля през 1959 година. През 70-те години играе главна роля в сериала „McCloud“.
Денис Уивър умира на 24 февруари 2006 година в Риджуей.